# Кубок Парагваю з футболу 2018
Кубок Парагваю з футболу 2018 — 1-й розіграш кубкового футбольного турніру у Парагваї. Титул володаря кубка здобув Гуарані (Асунсьйон).

## Календар
| Раунд        | Дата                         | Матчі | Клуби   |
| ------------ | ---------------------------- | ----- | ------- |
| Перший раунд | 25 липня - 6 вересня 2018    | 24    | 48 → 24 |
| Другий раунд | 25 вересня - 5 жовтня 2018   | 12    | 24 → 16 |
| 1/8 фіналу   | 24 жовтня - 1 листопада 2018 | 8     | 16 → 8  |
| 1/4 фіналу   | 7-10 листопада 2018          | 4     | 8 → 4   |
| 1/2 фіналу   | 20-21 листопада 2018         | 2     | 4 → 2   |
| Фінал        | 6 грудня 2018                | 1     | 2 → 1   |

## Перший раунд
| Команда 1                                | Рахунок      | Команда 2                          |
| ---------------------------------------- | ------------ | ---------------------------------- |
| 25 липня 2018                            |              |                                    |
| Крістобаль Колон (3)                     | 1:3          | Серро Портеньйо                    |
| Атлетік Клаб (Енкарнасьйон) (5)          | 1:2          | Р.І. 3 Корралес (2)                |
| 26 липня 2018                            |              |                                    |
| 24 вересня (3)                           | 0:2          | Олімпія (Асунсьйон)                |
| Фернандо де ла Мора (2)                  | 2:0          | Спортіво Ітеньйо (2)               |
| 27 липня 2018                            |              |                                    |
| Депортіво Ресолета (3)                   | 0:4          | Спортіво Лукеньйо                  |
| 31 липня 2018                            |              |                                    |
| Депортіво Умаїта (4)                     | 0:4          | Хенераль Кабальєро (Асунсьйон) (2) |
| 1 серпня 2018                            |              |                                    |
| Суд Амеріка (5)                          | 0:1          | Лібертад                           |
| 2 серпня 2018                            |              |                                    |
| 4 травня (5)                             | 3:4          | Ресістенсья (2)                    |
| 3 серпня 2018                            |              |                                    |
| Мартін Ледесма (2)                       | 0:0 пен. 3:4 | Депортіво Сантані                  |
| 7 серпня 2018                            |              |                                    |
| Спортіво Трініденсе (2)                  | 0:0 пен. 4:2 | Гуаїренья (2)                      |
| Спортіво Лімпеньйо (4)                   | 0:0 пен. 2:4 | Спортіво Сан-Лоренсо (2)           |
| 8 серпня 2018                            |              |                                    |
| Такуарі (3)                              | 1:1 пен. 4:5 | Гуарані (Асунсьйон)                |
| 22 серпня 2018                           |              |                                    |
| Орієнтал (4)                             | 0:0 пен. 3:5 | Рубіо Нью (2)                      |
| 23 серпня 2018                           |              |                                    |
| Рівер Плейт (Асунсьйон) (2)              | 4:0          | Індепендьєнте (Асунсьйон)          |
| Індепендьєнте (Педро-Хуан-Кабальєро) (3) | 1:2          | Депортіво Каахуацу (2)             |
| 24 серпня 2018                           |              |                                    |
| Атлетіко Колехіалес (3)                  | 1:3          | 2 травня (2)                       |
| 28 серпня 2018                           |              |                                    |
| Хенераль Кабальєро (Луке) (4)            | 0:3          | 3 лютого                           |
| 29 серпня 2018                           |              |                                    |
| 13 червня (5)                            | 1:1 пен. 3:4 | Насьйональ (Асунсьйон)             |
| 30 серпня 2018                           |              |                                    |
| 1 березня (4)                            | 0:2          | Хенераль Діас                      |
| Депортіво Альто Парагвай (5)             | 0:7          | Депортіво Ліберасьйон (2)          |
| 4 вересня 2018                           |              |                                    |
| Атлетіко Хувентуд (4)                    | 4:3          | Фулгенсіо Єгрос (2)                |
| 5 вересня 2018                           |              |                                    |
| Пількомайо (3)                           | 0:2          | Соль де Америка                    |
| 12 жовтня (3)                            | 0:2          | Оветенсе (2)                       |
| 6 вересня 2018                           |              |                                    |
| Теньєнте Фарінья (5)                     | 1:3          | Депортіво Капіата                  |

## Другий раунд
Серед клубів, які програли свої матчі, до наступного раунду пройшли Олімпія (Асунсьйон), Ресістенсья, Депортіво Ліберасьйон, Хенераль Кабальєро (Асунсьйон) (вони мали найкращі показники за підсумками перших двох раундів).
| Команда 1                   | Рахунок      | Команда 2                          |
| --------------------------- | ------------ | ---------------------------------- |
| 25 вересня 2018             |              |                                    |
| Спортіво Лукеньйо           | 5:3          | Фернандо де ла Мора (2)            |
| 26 вересня 2018             |              |                                    |
| Лібертад                    | 3:0          | Рубіо Нью (2)                      |
| Депортіво Сантані           | 2:0          | Спортіво Сан-Лоренсо (2)           |
| 27 вересня 2018             |              |                                    |
| Хенераль Діас               | 0:0 пен. 6:5 | Ресістенсья (2)                    |
| 28 вересня 2018             |              |                                    |
| 3 лютого                    | 1:0          | Оветенсе (2)                       |
| 2 жовтня 2018               |              |                                    |
| Гуарані (Асунсьйон)         | 2:0          | Депортіво Каахуацу (2)             |
| 3 жовтня 2018               |              |                                    |
| Соль де Америка             | 3:1          | Р.І. 3 Корралес (2)                |
| Насьйональ (Асунсьйон)      | 3:2          | Депортіво Ліберасьйон (2)          |
| 4 жовтня 2018               |              |                                    |
| Олімпія (Асунсьйон)         | 1:1 пен. 2:4 | Спортіво Трініденсе (2)            |
| Серро Портеньйо             | 4:2          | 2 травня (2)                       |
| Рівер Плейт (Асунсьйон) (2) | 5:0          | Атлетіко Хувентуд (4)              |
| 5 жовтня 2018               |              |                                    |
| Депортіво Капіата           | 2:0          | Хенераль Кабальєро (Асунсьйон) (2) |

## 1/8 фіналу
| Команда 1                 | Рахунок      | Команда 2                          |
| ------------------------- | ------------ | ---------------------------------- |
| 24 жовтня 2018            |              |                                    |
| Гуарані (Асунсьйон)       | 1:0          | Депортіво Капіата                  |
| Насьйональ (Асунсьйон)    | 1:1 пен. 3:5 | Спортіво Трініденсе (2)            |
| Хенераль Діас             | 1:2          | Олімпія (Асунсьйон)                |
| 25 жовтня 2018            |              |                                    |
| Серро Портеньйо           | 1:0          | Рівер Плейт (Асунсьйон) (2)        |
| Депортіво Ліберасьйон (2) | 0:2          | Ресістенсья (2)                    |
| 26 жовтня 2018            |              |                                    |
| Лібертад                  | 5:0          | Хенераль Кабальєро (Асунсьйон) (2) |
| 31 жовтня 2018            |              |                                    |
| Спортіво Лукеньйо         | 0:0 пен. 5:4 | 3 лютого                           |
| 1 листопада 2018          |              |                                    |
| Соль де Америка           | 2:0          | Депортіво Сантані                  |

## 1/4 фіналу
| Команда 1           | Рахунок      | Команда 2               |
| ------------------- | ------------ | ----------------------- |
| 7 листопада 2018    |              |                         |
| Ресістенсья (2)     | 0:0 пен. 5:4 | Соль де Америка         |
| 8 листопада 2018    |              |                         |
| Олімпія (Асунсьйон) | 1:0          | Лібертад                |
| 9 листопада 2018    |              |                         |
| Гуарані (Асунсьйон) | 3:0          | Серро Портеньйо         |
| 10 листопада 2018   |              |                         |
| Спортіво Лукеньйо   | 1:0          | Спортіво Трініденсе (2) |

## 1/2 фіналу
| Команда 1           | Рахунок      | Команда 2         |
| ------------------- | ------------ | ----------------- |
| 20 листопада 2018   |              |                   |
| Олімпія (Асунсьйон) | 3:1          | Спортіво Лукеньйо |
| 21 листопада 2018   |              |                   |
| Гуарані (Асунсьйон) | 1:1 пен. 5:4 | Ресістенсья (2)   |

## Фінал
| 6 грудня 2018 0:15 (EEST) |

| Олімпія (Асунсьйон)        | 2:2      | Гуарані (Асунсьйон)      |
| -------------------------- | -------- | ------------------------ |
| Кардосо 32' Санта-Крус 56' | Протокол | Веласкес 33' Еспарса 88' |

| Монументал Ріо Парапіті, Педро-Хуан-Кабальєро Арбітр: Хуліо Квінтана |

|                                            |     | Пенальті                                             |  |
| Патіньйо · Санта-Крус · Санчес · Легісамон | 3:5 | Сентуріон · Гарсія · де ла Крус · Веласкес · Гамарра |  |